# Stefanos Tsitsipas
Stefanos Tsitsipas (griechisch Στέφανος Τσιτσιπάς; * 12. August 1998 in Athen) ist ein griechischer Tennisspieler. 2019 erzielte er seinen bisher größten Erfolg, als er mit den ATP Finals die inoffizielle Weltmeisterschaft gewann. Zudem stand er 2021 und 2023 in einem Grand-Slam-Endspiel.

## Persönliches
Stefanos Tsitsipas begann mit drei Jahren in Athen Tennis zu spielen. Sein Vater Apostolos ist Tennistrainer, seine Mutter eine ehemalige russische WTA-Spielerin (WTA 194). Er hat zwei Brüder und eine Schwester – Petros, Elisavet und Pavlos, die allesamt an der Tennisakademie in Nizza von Patrick Mouratoglou trainieren. Der Großvater, Sergei Salnikow, war ein sowjetischer Fußballer.
Tsitsipas spricht neben Griechisch auch Englisch und Russisch. Er wird auf der Tour von seinem Vater Apostolos betreut, ansonsten trainiert er an der Tennisakademie von Patrick Mouratoglou. Sein Manager ist Patricio Apey.
Als 16-Jähriger kam Tsitsipas während eines Urlaubs auf der griechischen Insel Kreta beinahe ums Leben. Beim Baden in der Ägäis wurde er durch starke Strömungen auf das offene Meer gezogen. Sein Vater Apostolos konnte ihn und einen weiteren Freund aus dem Wasser ziehen. Nach eigener Aussage betrachtet Tsitsipas diese Erfahrung als prägend für seine weitere Tenniskarriere, da er dadurch die Furcht vor der sportlichen Niederlage verloren habe.
Im Juni 2023 wurde bekannt, dass Tsitsipas mit der Tennisspielerin Paula Badosa in einer Beziehung ist. Im Mai 2024 waren sie wenige Wochen getrennt.

## Karriere

### Junior Tour (bis 2013)
Ab 2013 spielte der Grieche auf der ITF Junior Tour, wo er bereits im ersten Jahr kleine Turniere gewinnen konnte. 2014 und 2015 stand er beim Orange Bowl, einem der prestigeträchtigesten Jugendturniere, jeweils im Finale. Hier verlor er gegen Stefan Kozlov bzw. Miomir Kecmanović. 2015 nahm er an allen vier Grand-Slam-Turnieren teil und überstand immer mindestens die erste Runde, bei den Australian Open war erst im Viertelfinale Schluss. Im Folgejahr wiederholte er diesen Erfolg und erreichte dieselbe Runde bei den French Open. In Wimbledon und bei den US Open war erst im Halbfinale gegen die Kanadier Denis Shapovalov bzw. Félix Auger-Aliassime Schluss. Im Doppel gelang an gleicher Stelle in New Wimbledon an der Seite von Kenneth Raisma der Titelgewinn im Doppel erneut gegen die Kanadier, nachdem er 2015 bei den US Open bereits einmal das Halbfinale hatte erreichen können. Die konstanten Leistungen verhalfen Tsitsipas zum zwischenzeitlichen Anstieg bis an die Spitze der Tennisweltrangliste im Mai 2016. Der Doppelerfolg in Wimbledon war erst der zweite Majortitel eines Griechen geschlechtsübergreifend nach Nicky Kalogeropoulos, der 1963 zwei Grand-Slam-Turniere der Junioren gewinnen konnte.

### Frühe Jahre (2014–2016)
Seit 2013 nahm Tsitsipas auch an Profiturnieren – genauer der am niedrigsten dotierten ITF Future Tour – teil, schaffte es aber erst Ende 2015 dort ein Finale zu erreichen, das er gegen Steven Diez verlor. Einen Monat später gewann er ein Turnier selbiger Kategorie im Einzel sowie im Kalenderjahr auch drei Futures im Doppel, sodass er das Jahr jeweils in den Top 600 beendete. Im Jahr 2016 gelangen Tsitsipas vier weitere Future-Einzel-Titel, wodurch er zwischenzeitlich 14 Matches in Folge gewann und in der Weltrangliste in die Top 350 einstieg. Zunehmend spielte er daraufhin auf der höher dotierten ATP Challenger Tour, wo er in Mohammedia und Casablanca bei zwei Turnieren in Folge das Finale erreichen konnte. In den Finalspielen zog er gegen Gerald Melzer (6:3, 3:6, 2:6) bzw. Maxime Janvier (4:6, 0:6) jeweils den Kürzeren, dennoch bedeutete es einen weiteren Sprung in der Weltrangliste um 150 Plätze bis an die Top 200 heran. Das Jahr beendete der Grieche auf Rang 209 im Einzel respektive 364 im Doppel.

### Aufstieg in die erweiterte Weltspitze und Sieg bei den ATP Finals (2017–2019)

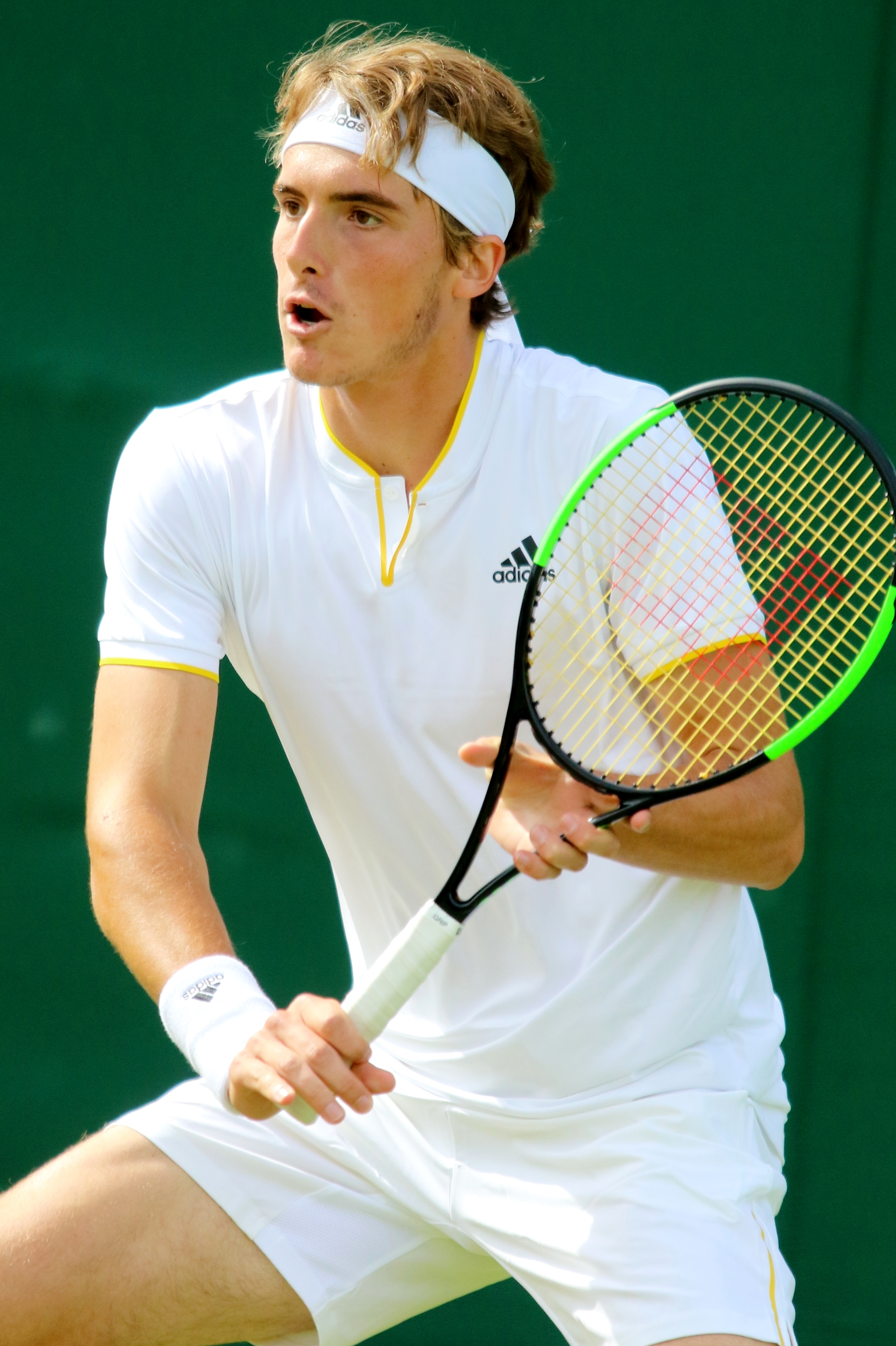
Tsitsipas 2017 in Wimbledon

Im Jahr 2017 nahm Tsitsipas erstmals an der Qualifikation für ein Grand-Slam-Turnier teil. Bei den Australian Open verlor er gegen Björn Fratangelo in drei Sätzen. In den nächsten Wochen folgten fünf Niederlagen in der ersten Runde, obgleich der Grieche in Rotterdam immerhin seine Premiere auf der ATP World Tour feierte und sich mit Jo-Wilfried Tsonga auch einem Top-15-Spieler geschlagen geben musste. Eine Woche später in Marseille ereilte ihn das gleiche Schicksal gegen Michail Juschny, wenngleich bei der 1:6-, 6:4-, 5:7-Niederlage ungleich knapper. Im Jahr 2017 schaffte er auch seine Premiere bei einem Grand-Slam-Turnier. Bei den French Open und in Wimbledon scheiterte er jeweils in der ersten Runde. Seinen ersten Challenger-Titel gewann er in Genua, als er mit einer Wildcard im Finale Guillermo García López in zwei Sätzen bezwang. Dadurch sprang er in der Weltrangliste auf Platz 120. Im Herbst des Jahres trat er bei fünf Turnieren der World Tour in der Qualifikation an und schaffte jedes Mal den Sprung ins Hauptfeld. In Metz, Chengdu und Tokio scheiterte er noch an seiner Auftakthürde, in Shanghai besiegte er Karen Chatschanow, bevor er an John Isner scheiterte, und beim Turnier in Antwerpen besiegte er drei Top-60-Spieler inklusive des Weltranglisten-Zehnten David Goffin. In seinem ersten ATP-Halbfinale unterlag er Diego Schwartzman. Das Jahr beendete er mit dem Finaleinzug beim Challenger in Brest, als der Franzose Corentin Moutet gewann. Das Jahr konnte er damit auf Platz 91 abschließen.
Im Jahr 2018 konnte Tsitsipas regelmäßig bei World-Tour-Events an den Start gehen, da sein Ranking das erstmals zuließ. So begann das Jahr mit dem Viertelfinaleinzug in Doha, wo er Dominic Thiem unterlag. Beim ersten Grand-Slam-Turnier des Jahres in Melbourne unterlag er dem etwa gleich alten Next-Gen-Star Denis Shapovalov in der ersten Runde glatt in drei Sätzen. Nach weiteren durchwachsenen bis guten Ergebnissen überraschte der Grieche beim Sandplatzturnier in Barcelona die Konkurrenz. Ohne Satzverlust und ohne einen Tie-Break spielen zu müssen, spielte er sich ins Finale und ließ auf dem Weg u. a. Dominic Thiem sowie Pablo Carreño Busta hinter sich. Im Finale war der Sandplatzkönig Rafael Nadal mit 6:2, 6:1 deutlich überlegen. In der Folgewoche erreichte Tsitsipas in Estoril abermals das Halbfinale, wo er dem späteren Turniersieger João Sousa unterlag. Zuvor hatte er mit Kevin Anderson bereits seinen dritten Top-10-Spieler besiegt. Beim Grand-Slam in Paris verlor er in Runde 2 gegen Thiem in vier Sätzen, wenig später in Wimbledon zog er erstmals ins Achtelfinale ein. Hier behielt der US-Amerikaner John Isner in drei Sätzen die Überhand.
Die amerikanische Hartplatz-Saison startete Tsitsipas erfolgreich. Er kam in Washington bis ins Halbfinale, ehe Alexander Zverev ihn stoppte. Der bislang größte Erfolg gelang ihm beim Masters in Toronto. Nach einem Auftaktsieg gegen Damir Džumhur bezwang er in zum Teil sehr engen Partien nacheinander mit Dominic Thiem, Novak Đoković, Alexander Zverev und Kevin Anderson vier Spieler aus den Top 10. Erst im Finale musste er sich wie schon in Barcelona dem Weltranglistenersten Nadal geschlagen geben. Mit Platz 15 erreichte er nach dem Turnier seine Karrierebestmarke. Bei den US Open kam Tsitsipas nicht über die zweite Runde hinaus. Kurz vor Ende der Saison gewann er die Stockholm Open. Auch das Abschlussturnier der bestplatzierten unter 21-Jährigen Next-Gen-Stars konnte er gewinnen. Als der am besten notierte Teilnehmer siegte er im Finale gegen den Australier Alex de Minaur.
Zu Beginn des Jahres 2019 entschied er bei den Australian Open das Achtelfinale gegen den Titelverteidiger Roger Federer für sich. Nach gewonnenem Viertelfinale gegen den Spanier Roberto Bautista Agut, verlor er im Halbfinale wieder gegen Rafael Nadal. Die weitere Saison verlief für ihn bis zum Saisonende eher durchwachsen, bei den French Open scheiterte er knapp im Achtelfinale in fünf Sätzen an Stan Wawrinka. In Wimbledon und bei den US Open schied er jeweils in der ersten Runde aus. Im Vorfeld der French Open erreichte er das Finale beim Masters-Turnier in Madrid, wo er Novak Đoković in zwei Sätzen unterlag. Nach der Sandplatzsaison blieben die Erfolge zunächst aus, erst zum Saisonende stieg seine Form wieder an. Nach einer Finalniederlage in Peking gegen Dominic Thiem und dem Erreichen des Halbfinals in Shanghai, gewann Tsitsipas am Saisonende die ATP Finals mit einem 6:7, 6:2, 7:6 im Finale gegen Thiem. Es war seine erste Teilnahme beim Saisonabschlussturnier. Durch diesen Erfolg konnte er die Saison auf dem sechsten Weltranglistenplatz beenden.

### Finalist bei den French Open und Australian Open (seit 2020)
In dem von der COVID-19-Pandemie geprägten Jahr 2020 blieben die großen Erfolge aus. Er gewann einen Titel und beendete die Saison erneut auf dem sechsten Rang. 2021 erreichte er bei den French Open sein erstes Grand-Slam-Finale, das er in fünf Sätzen gegen Novak Đoković verlor. Davor hatte er in Monte-Carlo seinen ersten Masterstitel nach einem 6:3, 6:3 gegen Andrei Rubljow gewonnen. Damit konnte er die Saison auf dem vierten Platz beenden. 2022 war er vor allem bei den Mastersturnieren erfolgreich, neben seiner Titelverteidigung in Monte-Carlo erreichte er das Finale in Rom gegen Đoković und in Cincinnati gegen Borna Ćorić. Zusätzlich erreichte bei den Australian Open das Halbfinale. In dieser Saison stand er in sieben Endspielen, wovon er zwei gewinnen konnte. 2023 zog Tsitsipas in Melbourne ins Finale ein, das Tsitsipas erneut gegen Đoković in drei Sätzen verlor. Danach blieben die Erfolge aus, erneut schloss er das Jahr auf Platz sechs ab. 2024 gewann er nach einem 6:1, 6:4 gegen Casper Ruud zum dritten Mal das Monte-Carlo Masters, damit hatte er alle bisherigen Masterstitel bei diesem Turnier gefeiert.

## Erfolge
| Legende (Anzahl der Siege) |
| Grand Slam                 |
| ATP Finals (1)             |
| ATP Tour Masters 1000 (3)  |
| ATP Tour 500 (2)           |
| ATP Tour 250 (8)           |
| ATP Challenger Tour (1)    |

| ATP-Titel nach Belag |
| Hartplatz (8)        |
| Sand (5)             |
| Rasen (1)            |

### Einzel

#### Turniersiege

##### ATP Tour
| Nr. | Datum             | Turnier         | Belag         | Finalgegner                 | Ergebnis        |
| --- | ----------------- | --------------- | ------------- | --------------------------- | --------------- |
| 1.  | 21. Oktober 2018  | Stockholm       | Hartplatz (i) | Ernests Gulbis              | 6:4, 6:4        |
| 2.  | 24. Februar 2019  | Marseille (1)   | Hartplatz (i) | Michail Kukuschkin          | 7:5, 7:65       |
| 3.  | 5. Mai 2019       | Estoril         | Sand          | Pablo Cuevas                | 6:3, 7:64       |
| 4.  | 17. November 2019 | London          | Hartplatz (i) | Dominic Thiem               | 6:78, 6:2, 7:64 |
| 5.  | 23. Februar 2020  | Marseille (2)   | Hartplatz (i) | Félix Auger-Aliassime       | 6:3, 6:4        |
| 6.  | 18. April 2021    | Monte Carlo (1) | Sand          | Andrei Rubljow              | 6:3, 6:3        |
| 7.  | 23. Mai 2021      | Lyon            | Sand          | Cameron Norrie              | 6:3, 6:3        |
| 8.  | 17. April 2022    | Monte Carlo (2) | Sand          | Alejandro Davidovich Fokina | 6:3, 7:63       |
| 9.  | 25. Juni 2022     | Mallorca        | Rasen         | Roberto Bautista Agut       | 6:4, 3:6, 7:62  |
| 10. | 5. August 2023    | Los Cabos       | Hartplatz     | Alex de Minaur              | 6:3, 6:4        |
| 11. | 14. April 2024    | Monte Carlo (3) | Sand          | Casper Ruud                 | 6:1, 6:4        |
| 12. | 1. März 2025      | Dubai           | Hartplatz     | Félix Auger-Aliassime       | 6:3, 6:3        |

##### ATP Challenger Tour
| Nr. | Datum              | Turnier | Belag | Finalgegner            | Ergebnis  |
| --- | ------------------ | ------- | ----- | ---------------------- | --------- |
| 1.  | 10. September 2017 | Genua   | Sand  | Guillermo García López | 7:5, 7:62 |

#### Finalteilnahmen
| Nr. | Datum              | Turnier         | Belag         | Finalgegner           | Ergebnis                 |
| --- | ------------------ | --------------- | ------------- | --------------------- | ------------------------ |
| 1.  | 29. April 2018     | Barcelona (1)   | Sand          | Rafael Nadal          | 2:6, 1:6                 |
| 2.  | 13. August 2018    | Toronto         | Hartplatz     | Rafael Nadal          | 2:6, 6:74                |
| 3.  | 2. März 2019       | Dubai (1)       | Hartplatz     | Roger Federer         | 4:6, 4:6                 |
| 4.  | 12. Mai 2019       | Madrid          | Sand          | Novak Đoković         | 3:6, 4:6                 |
| 5.  | 6. Oktober 2019    | Peking          | Hartplatz     | Dominic Thiem         | 6:3, 4:6, 1:6            |
| 6.  | 29. Februar 2020   | Dubai (2)       | Hartplatz     | Novak Đoković         | 3:6, 4:6                 |
| 7.  | 27. September 2020 | Hamburg         | Sand          | Andrei Rubljow        | 4:6, 6:3, 5:7            |
| 8.  | 20. März 2021      | Acapulco        | Hartplatz     | Alexander Zverev      | 4:6, 6:73                |
| 9.  | 25. April 2021     | Barcelona (2)   | Sand          | Rafael Nadal          | 4:6, 7:66, 5:7           |
| 10. | 13. Juni 2021      | French Open     | Sand          | Novak Đoković         | 7:66, 6:2, 3:6, 2:6, 4:6 |
| 11. | 13. Februar 2022   | Rotterdam       | Hartplatz (i) | Félix Auger-Aliassime | 4:6, 2:6                 |
| 12. | 15. Mai 2022       | Rom             | Sand          | Novak Đoković         | 0:6, 6:75                |
| 13. | 21. August 2022    | Cincinnati      | Hartplatz     | Borna Ćorić           | 6:70, 2:6                |
| 14. | 9. Oktober 2022    | Astana          | Hartplatz (i) | Novak Đoković         | 3:6, 4:6                 |
| 15. | 23. Oktober 2022   | Stockholm       | Hartplatz (i) | Holger Rune           | 4:6, 4:6                 |
| 16. | 29. Januar 2023    | Australian Open | Hartplatz     | Novak Đoković         | 3:6, 6:74, 6:75          |
| 17. | 23. April 2023     | Barcelona (3)   | Sand          | Carlos Alcaraz        | 3:6, 4:6                 |
| 18. | 21. April 2024     | Barcelona (4)   | Sand          | Casper Ruud           | 5:7, 3:6                 |

### Doppel

#### Turniersiege
| Nr. | Datum            | Turnier   | Belag         | Partner          | Finalgegner                       | Ergebnis          |
| --- | ---------------- | --------- | ------------- | ---------------- | --------------------------------- | ----------------- |
| 1.  | 26. Februar 2022 | Acapulco  | Hartplatz     | Feliciano López  | Marcelo Arévalo Jean-Julien Rojer | 7:5, 6:4          |
| 2.  | 22. Oktober 2023 | Antwerpen | Hartplatz (i) | Petros Tsitsipas | Ariel Behar Adam Pavlásek         | 6:75, 6:4, [10:8] |

#### Finalteilnahmen
| Nr. | Datum         | Turnier | Belag     | Partner        | Finalgegner          | Ergebnis  |
| --- | ------------- | ------- | --------- | -------------- | -------------------- | --------- |
| 1.  | 30. März 2019 | Miami   | Hartplatz | Wesley Koolhof | Bob Bryan Mike Bryan | 5:7, 6:78 |

## Abschneiden bei bedeutenden Turnieren

### Einzel
Die Tabelle listet die Ergebnisse der Grand-Slam-Turniere, der ATP Finals, der Olympischen Spiele, des Davis Cups und der Masters-Turniere auf.
| Turnier           | 2025 | 2024 | 2023 | 2022 | 2021 | 2020 | 2019 | 2018 | 2017 | Karriere |
| ----------------- | ---- | ---- | ---- | ---- | ---- | ---- | ---- | ---- | ---- | -------- |
| Australian Open   | 1    | AF   | F    | HF   | HF   | 3    | HF   | 1    | Q2   | 1 × F    |
| French Open       | 2    | VF   | VF   | AF   | F    | HF   | AF   | 2    | 1    | 1 × F    |
| Wimbledon         | 1    | 2    | AF   | 3    | 1    |      | 1    | AF   | 1    | 2 × AF   |
| US Open           |      | 1    | 2    | 1    | 3    | 3    | 1    | 2    | Q3   | 2 × 3R   |
| ATP Finals        |      | —    | RR   | RR   | RR   | RR   | S    | —    | —    | 1 × S    |
| Indian Wells      | AF   | AF   | 2    | 3    | VF   |      | 2    | 2    | —    | 1 × VF   |
| Miami             | 3    | 2    | AF   | AF   | VF   |      | AF   | 1    | —    | 1 × VF   |
| Monte Carlo       | VF   | S    | VF   | S    | S    |      | AF   | 2    | —    | 3 × S    |
| Madrid            | 3    | 2    | VF   | HF   | AF   |      | F    | 1    | —    | 1 × F    |
| Rom               | 3    | VF   | HF   | F    | VF   | 2    | HF   | 2    | —    | 1 × F    |
| Kanada            |      | 2    | 2    | 2    | HF   |      | 2    | F    | —    | 1 × F    |
| Cincinnati        |      | 2    | AF   | F    | HF   | HF   | 2    | 1    | —    | 1 × F    |
| Shanghai          |      |      |      |      |      |      | HF   | AF   | 2    | 1 × HF   |
| Paris             |      | VF   | HF   | HF   | 2    | 2    | VF   | 2    | —    | 2 × HF   |
| Olympische Spiele |      | VF   |      |      |      | AF   |      |      |      | 1 × VF   |
| Davis Cup         |      |      |      | —    | —    | —    | —    | —    | —    | —        |

Zeichenerklärung: S = Turniersieg; F, HF, VF, AF = Einzug ins Finale, Halb-, Viertel-, Achtelfinale; 1, 2, 3 = Ausscheiden in der 1., 2., 3. Haupt- / Finalrunde; Q1, Q2, Q3 = Ausscheiden in der 1., 2. 3. Qualifikationsrunde; RR = Round Robin (Gruppenphase); nicht ausgetragen oder andere Kategorie; PO (Playoff), P2 = Auf-/Abstiegsrunde zur Weltgruppe I/II im Davis Cup; W2 = Teilnahme in der Weltgruppe II

### Doppel
| Turnier         | 2018 | 2019 | 2020 | 2021 | 2022 | 2023 | 2024 | 2025 | Karriere |
| --------------- | ---- | ---- | ---- | ---- | ---- | ---- | ---- | ---- | -------- |
| Australian Open | —    | —    | —    | 1    | —    | 2    | 1    | —    | 2        |
| French Open     | —    | —    | —    | —    | —    | 1    | VF   | 1    | VF       |
| Wimbledon       | 1    | —    |      | 1    | —    | 1    | 1    | —    | 1        |
| US Open         | 2    | —    | —    | —    | 1    | 2    | —    |      | 2        |

Zeichenerklärung: S = Turniersieg; F, HF, VF, AF = Einzug ins Finale / Halbfinale / Viertelfinale / Achtelfinale; 1, 2, 3 = Ausscheiden in der 1. / 2. / 3. Hauptrunde; Q1, Q2, Q3 = Ausscheiden in der 1. / 2. / 3. Qualifikationsrunde; nicht ausgetragen